# Красиковщина
Красиковщина — деревня в Псковском районе Псковской области. Входит в состав Серёдкинской волости. 
Расположена в 46 км к северу от Пскова и в 17 км к юго-востоку от села Серёдка, в нижнем течении реки Торошинка.

## Население
| 2001 | 2002 | 2010 |
| ---- | ---- | ---- |
| 77   | ↘71  | ↘40  |

## История
В XIX — начале XX века относилась к Бельскому погосту Гдовского уезда Санкт-Петербургской губернии. До 1 января 2010 года деревня входила в состав упразднённой Гверздонской волости.

## Топографические карты
- Лист карты O-35-XVII Новоселье. Масштаб: 1 : 200 000. Издание 1980 г.